# Сонячний водонагрівач
Сонячний водонагрівач — різновид сонячного колектора. Призначений для виробництва гарячої води завдяки поглинанню сонячного випромінювання, перетворенню його на тепло, акумуляції та передачі споживачеві.

## Історія
Перший сонячний водонагрівач створено 1767 року швейцарським ботаніком Орасіо Бенедиктом де Соссюром і його потужності вистачало для приготування супу.
Сучасний тип водонагрівачів створив у 1953 році в Ізраїлі інженер Леві Іссар і в 1955 році вдосконалив доктор Цві Тавор, за що отримав через 3 роки премію в 1000 ізраїльських лір від прем'єр-міністра країни Давида Бен-Ґуріона.

## Будова

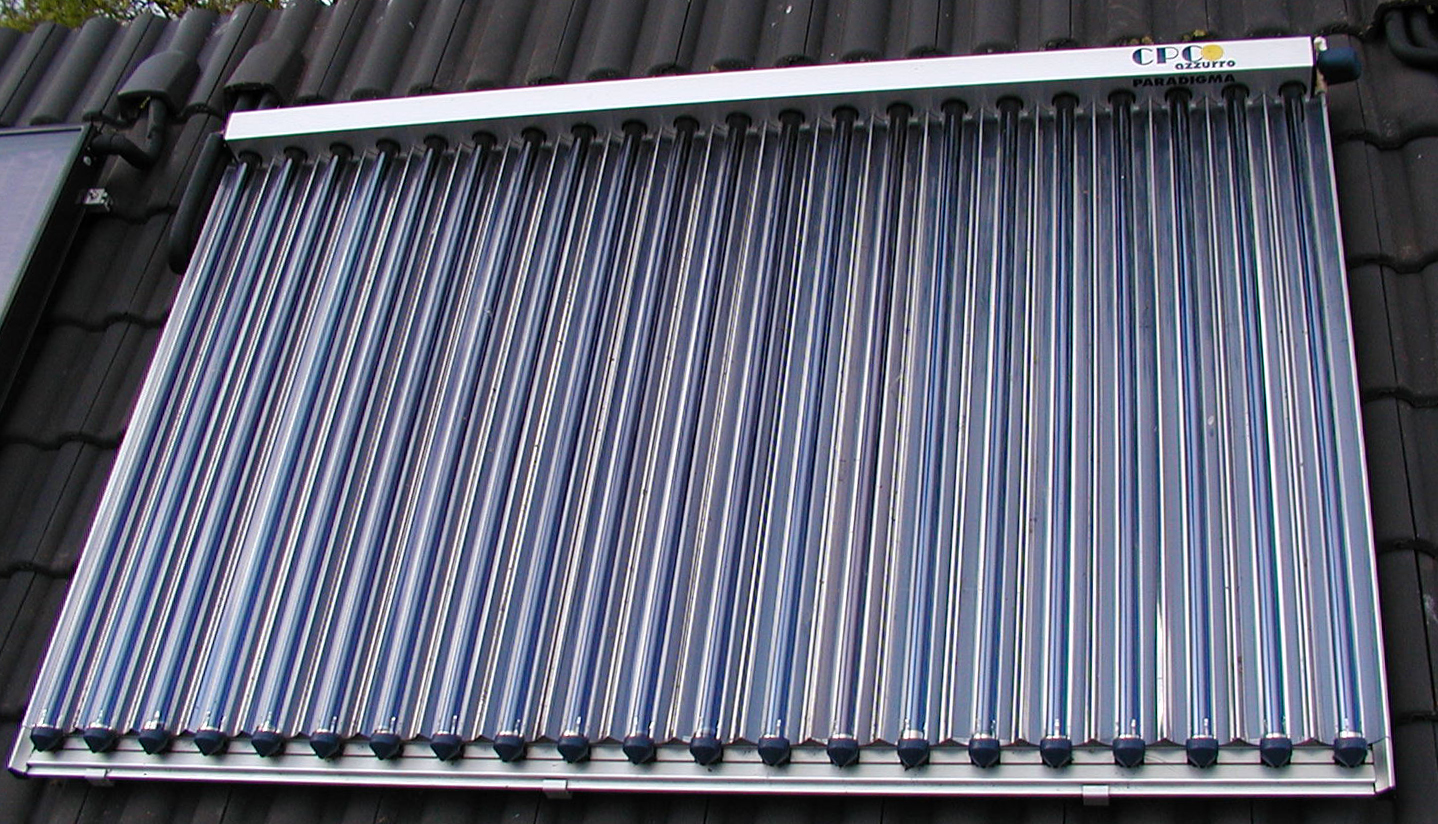
Трубки водонагрівача

Сонячний водонагрівач з вакуумним колектором, найефективніший, хоча й найдорожчий, складається з двох основних елементів:
- зовнішнього блока — сонячних вакуумних колекторів;
- внутрішнього блока — резервуара-теплообмінника.

Зовнішній блок складається з вакуумних трубок, з нанесеними зі внутрішнього боку кількома шарами селективного покриття і відбивним шаром. Це покриття має найважливіше значення в роботі сонячних колекторів. Ефективність селективного покриття вимірюється коефіцієнтом поглинання (α) сонячної енергії, відносною випромінювальною здатністю (ε) довгохвильового теплового випромінення і відношенням поглинальної здатності до випромінювальної (α/ε). Основні види селективних покриттів, що використовуються для вакуумних колекторів: Al-N-Al, Al-N/SS/CU.
Сонячний вакуумний колектор забезпечує збирання сонячного випромінювання в будь-яку погоду, послаблюючи залежність від зовнішньої температури. Коефіцієнт поглинання енергії колекторів досягає 98 %, але через втрати, пов'язані з відбиттям світла скляними трубками і їх неповною світлопроникністю, він нижчий.
ККД сонячних колекторів у першому наближенні можна розрахувати за такою формулою:
{\displaystyle \eta ={\eta }_{0}-{\frac {k\cdot \Delta T}{E}}} ,
де {\displaystyle \eta } — розрахункове значення ККД, {\displaystyle {\eta }_{0}} — номінальний (оптичний) ККД установки за нормальних умов, {\displaystyle {k}_{1}} — коефіцієнт, що залежить від типу і теплоізоляції колектора, {\displaystyle \Delta T} — різниця температур теплоносія і навколишнього повітря (°С), E — інсоляція (Вт/м²).
Дані для деяких типів колекторів наведено нижче.
| Тип колектора                                    | Номінальний ККД {\displaystyle {\eta }_{0}} | Коефіцієнт {\displaystyle {k}_{1}} |
| ------------------------------------------------ | ------------------------------------------- | ---------------------------------- |
| Плоский сонячний колектор                        | 72-75                                       | 3-5                                |
| Вакуумний сонячний колектор з тепловими трубками | 60-65                                       | 0,7-1,1                            |
| Пластиковий сонячний колектор                    | 50-60                                       | до 80                              |

Сонячні колектори перетворюють прямі й розсіяні сонячні промені на тепло. Інфрачервоне випромінювання, яке проходить крізь хмари, також поглинається і перетворюється на тепло.
Резервуар-теплообмінник являє собою систему перетворення, підтримки і збереження тепла, отриманого від енергії сонця, а також і від інших джерел енергії (наприклад, традиційний обігрівач, що працює на електриці, газі або дизпаливі), які страхують систему за недостатньої кількості сонячної енергії. Нагріта вода надходить із теплообмінника внутрішнього блока в радіатори системи опалення, а вода з резервуара використовується для гарячого водопостачання.
Підігрівач газовий або електричний має ставитися не паралельно сонячному нагрівачу (в цьому випадку він буде гріти холодну воду), а обов'язково послідовно, після сонячного нагрівача. Тоді його внесок у нагрів буде мінімальним, оскільки він буде тільки догрівати воду, вже нагріту сонцем.

## Типи сонячних водонагрівачів

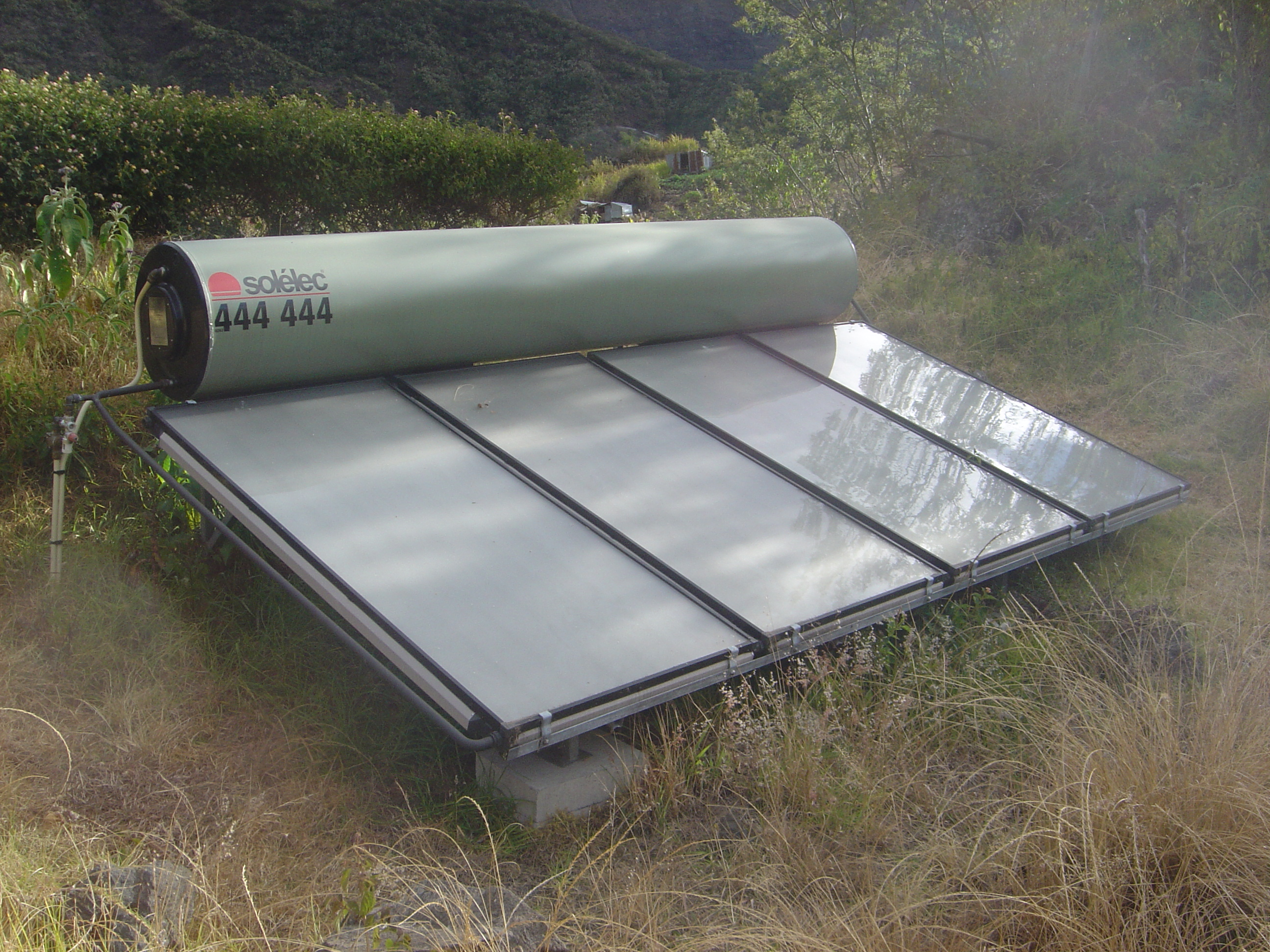
Пасивний водонагрівач

Сонячні водонагрівачі можуть бути активного або пасивного типів. Активна система використовує для циркуляції рідини через колектор електричний насос; пасивна система не має насоса і покладається тільки на природну циркуляцію. Є експериментальні зразки, де теплоносій перекачує стірлінг-насос, яка отримує енергію від Сонця.

### Пасивні системи
Пасивні (термосифонні) системи переміщують готову воду або теплоносій через систему за рахунок природної гравітації, що виникає завдяки різниці густини нагрітого й охолодженого теплоносія. Пасивні системи з конвекцією дешевші, ніж активні системи, але й менш ефективні через повільну циркуляцію в системі. Системи з тепловими трубками дорожчі, ніж конвективні, але мають менші експлуатаційні витрати. Крім того, системи з тепловими трубками дозволяють перекачувати тепло вниз, тобто проти сил конвекції. Характеристики дуже залежать від конкретного типу трубок.

Приклад системи з пасивною циркуляцією теплоносія (двоконтурна).
Безнапірна система з пасивною циркуляцією теплоносія.
Приклад системи з активною циркуляцією теплоносія (з системою підігріву від котла на традиційному паливі).

### Активні системи
Активні системи використовують електричні насоси, клапани та контролери для циркуляції теплоносія через колектор. Вони зазвичай дорожчі, ніж пасивні системи, але й ефективніші.
Активні системи з відкритим контуром
Активні системи з відкритим контуром використовують насоси для циркуляції води через колектори. Активні системи з відкритим контуром є популярними в регіонах з додатними температурами або за сезонного використання. Можуть експлуатуватися за температур повітря до -20 °C або -25 °C.
Активні системи із закритим контуром
У цих системах теплоносієм колектора є зазвичай водно-гліколевий антифриз. Теплообмінники передають високу температуру від теплоносія першого контуру воді, запасеній у баках (теплоакумуляторах). Системи з закритим контуром популярні в місцевостях, що зазнають тривалої дії від'ємних температур, оскільки вони мають гарний захист від заморожування. Через високі значення температури під час застою теплоносія в періоди найбільшого опромінення не всі антифризи придатні для використання в сонячних системах.

### З колектором панельного типу

Будова плоского колектора.

Завдяки надійності q довговічності найбільшої популярності набули сонячні плоскі колектори. У регіонах з надлишком сонця (Туреччина, південні райони КНР, Саудівська Аравія, тощо) як абсорбер у таких колекторах використовується пластина з алюмінію або сталі. Значення ККД колекторів такої конструкції невеликі, що компенсується високими (надмірними) величинами сонячного опромінення поверхні в цих регіонах. У конструкції сучасних плоских сонячних колекторів використовуються антиблікове скло зі зниженим умістом заліза, селективне покриття абсорбера з міді, збільшена товщина теплоізоляції (мінімум 50 мм).

### З колектором вакуумного типу

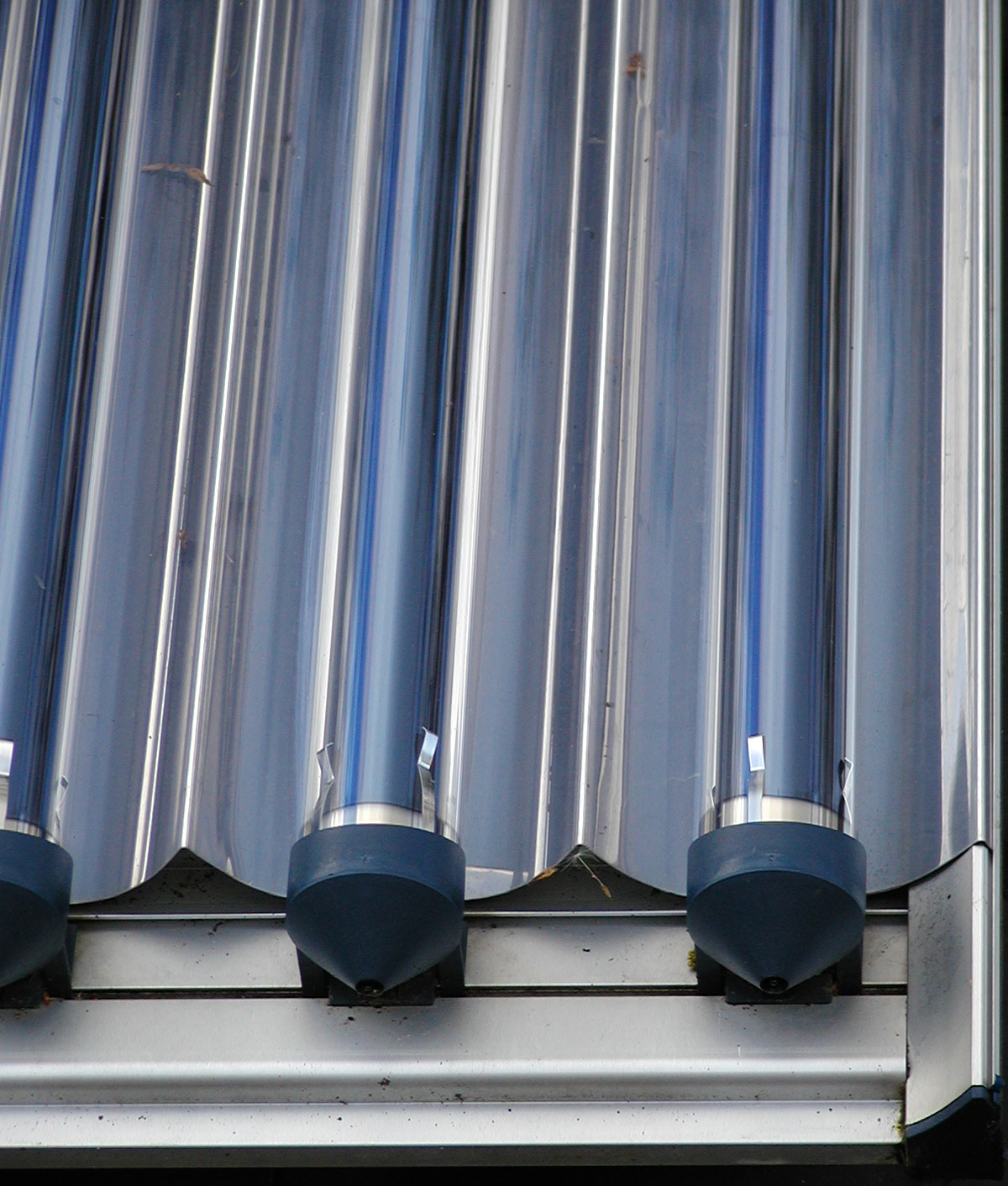
Вакуумні трубки

Завдяки використанню в конструкції вакуумних колекторів теплових трубок досягається більший ККД під час роботи в умовах низьких температур і слабкої освітленості. Разом з тим використання додаткового теплового контуру призводить до неминучих втрат, пов'язаних з передаванням тепла між середовищами, тому при температурах вище +15 градусів ефективність вакуумних колекторів практично така ж, а іноді й нижча, ніж у плоских колекторів. Двотрубна конструкція вакуумного сонячного колектора позбавлена цього недоліку. Завдяки якісному багатошаровому високоселективному покриттю і вакуумуванню сучасний сонячний колектор здатний уловлювати сонячну енергію в дуже широкому спектрі випромінювання (значно ширшому від видимого спектру).
Існує кілька основних типів вакуумних сонячних колекторів:
- Колба в колбі.
- Колба в колбі з тепловою трубкою.
- Колба в колбі з U-подібною трубкою.
- Вакуумована колба.

#### Колба в колбі
У колекторах першого типу нагрівання теплоносія відбувається при контакті зі селективним покриттям скляної колби. Теплоносієм може виступати як вода, так і антифриз (або його суміш із водою). Такі системи працюють за відсутності надлишкового тиску з боку теплоносія, тому що не можуть бути ефективно гідроізольовані. Найчастіше це системи з пасивною циркуляцією теплоносія.

#### Колба в колбі з тепловою трубкою
В колекторах з використанням колб другого типу застосовуються мідні теплові трубки. Тепло з абсорбера до трубки передається за допомогою ребер. Теплова трубка передає тепло в конденсатор теплової трубки, приєднаний до колектора, в якому циркулює теплоносій.

#### Колба в колбі з U-трубкою
У колекторах з використанням колб третього типу застосовуються мідні теплові трубки у формі U. Тепло з абсорбера до трубки передається за допомогою алюмінієвих ребер. По теплових трубках тече безпосередньо теплоносій.

#### Вакуумована колба
Головною відмінністю колб четвертого типу є вакуумна теплоізоляція мідної теплової трубки. Якщо в колбах першого й другого типу вакуумний прошарок міститься між скляними стінками колб, то у вакуумованих колбах і абсорбер, і теплова трубка перебувають під зниженим тиском повітря. Крім того, наявність лише одного шару скла замість двох збільшує ККД установки.

Колба в колбі з тепловою трубкою.
Будова вакуумного колектора.

За способом теплопередачі між колбою і теплоносієм виділяють такі основні види колекторів:

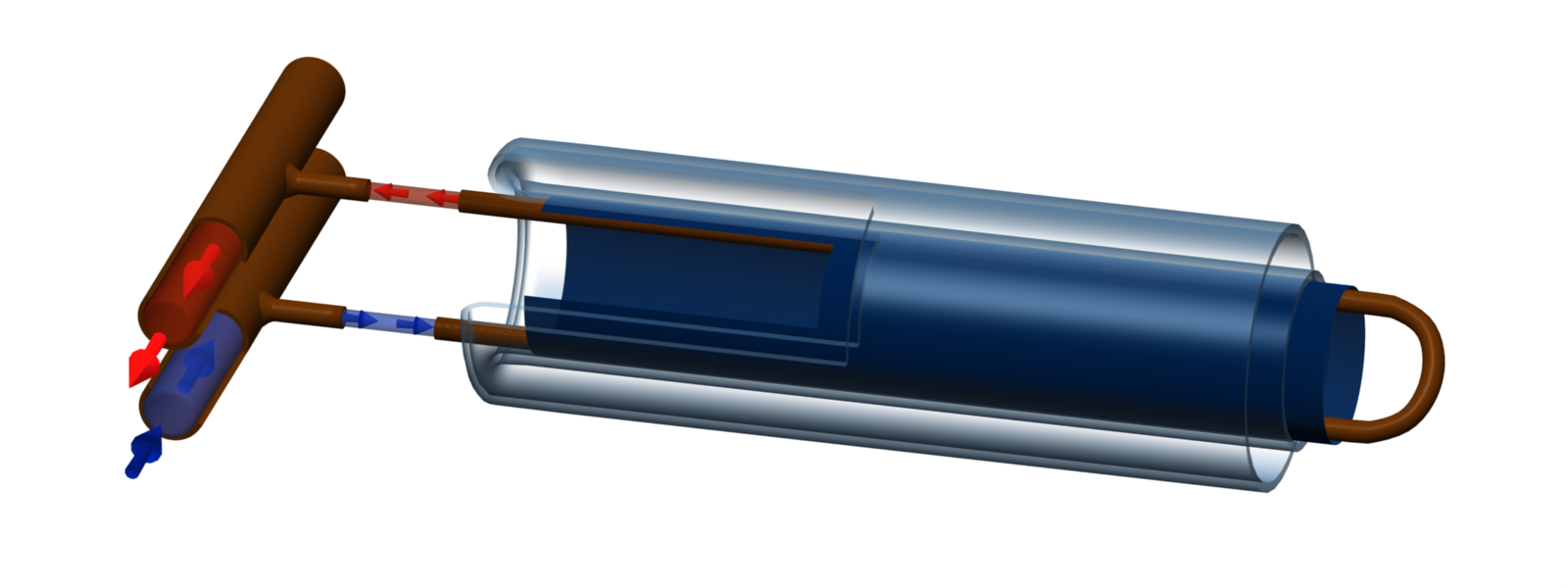
Двотрубна система. Теплоносій циркулює всередині колби. U-подібна трубка.
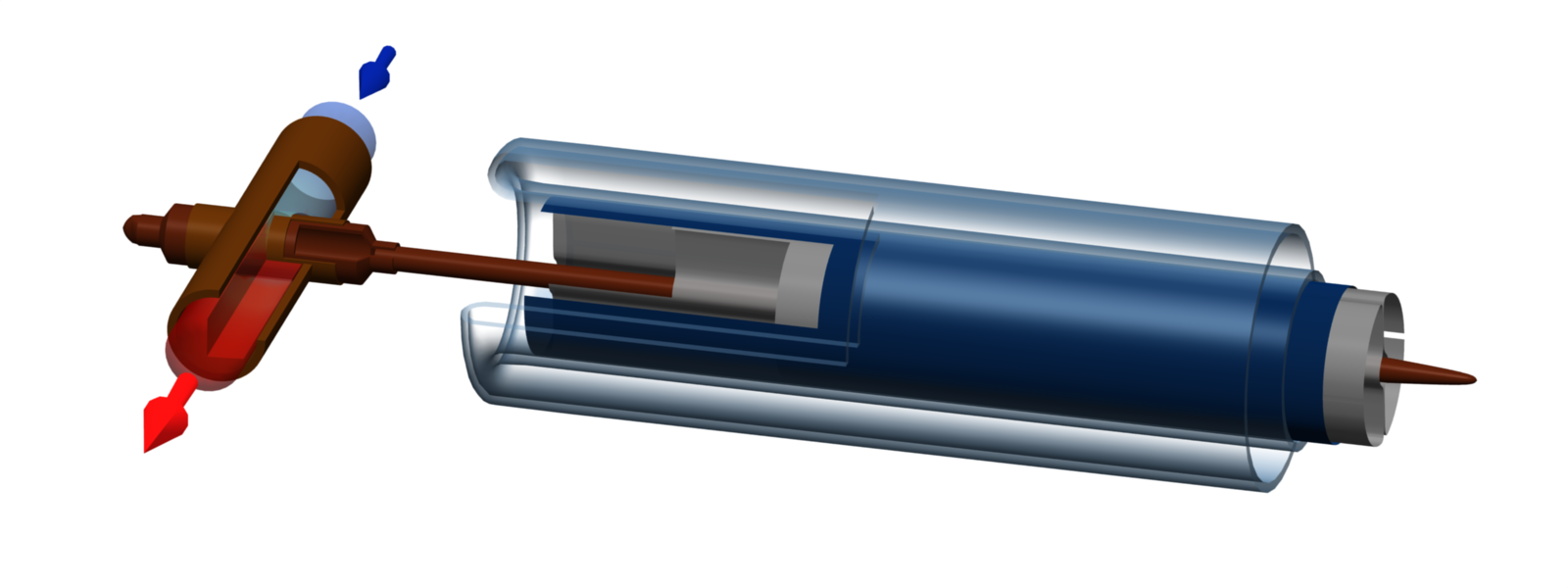
Однотрубна система. Конденсатор теплової трубки вставляється в трубку колектора.
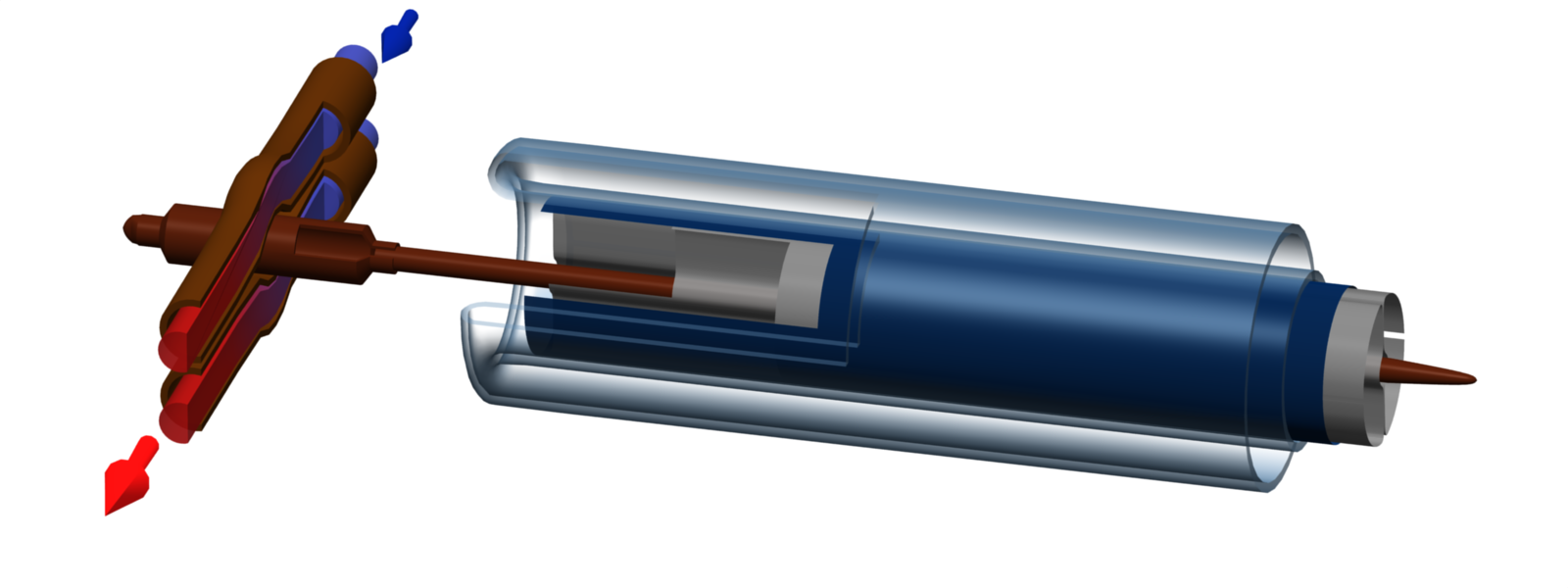
Двотрубна система. Конденсатор теплової трубки вставляється між трубками колектора.

### Пластикові колектори
Найпростішим рішенням для сонячного теплопостачання є пластикові сонячні колектори. Виготовляються штампуванням із поліетилену високої щільності. Такі колектори, як правило, не мають додаткової теплоізоляції і застосовуються для нагрівання води в літній період. Продуктивність пластикових колекторів досить сильно залежить від швидкості вітру. Низький гідравлічний опір дозволяє підключати контур колекторів цього типу безпосередньо в систему циркуляції води.

## Встановлення

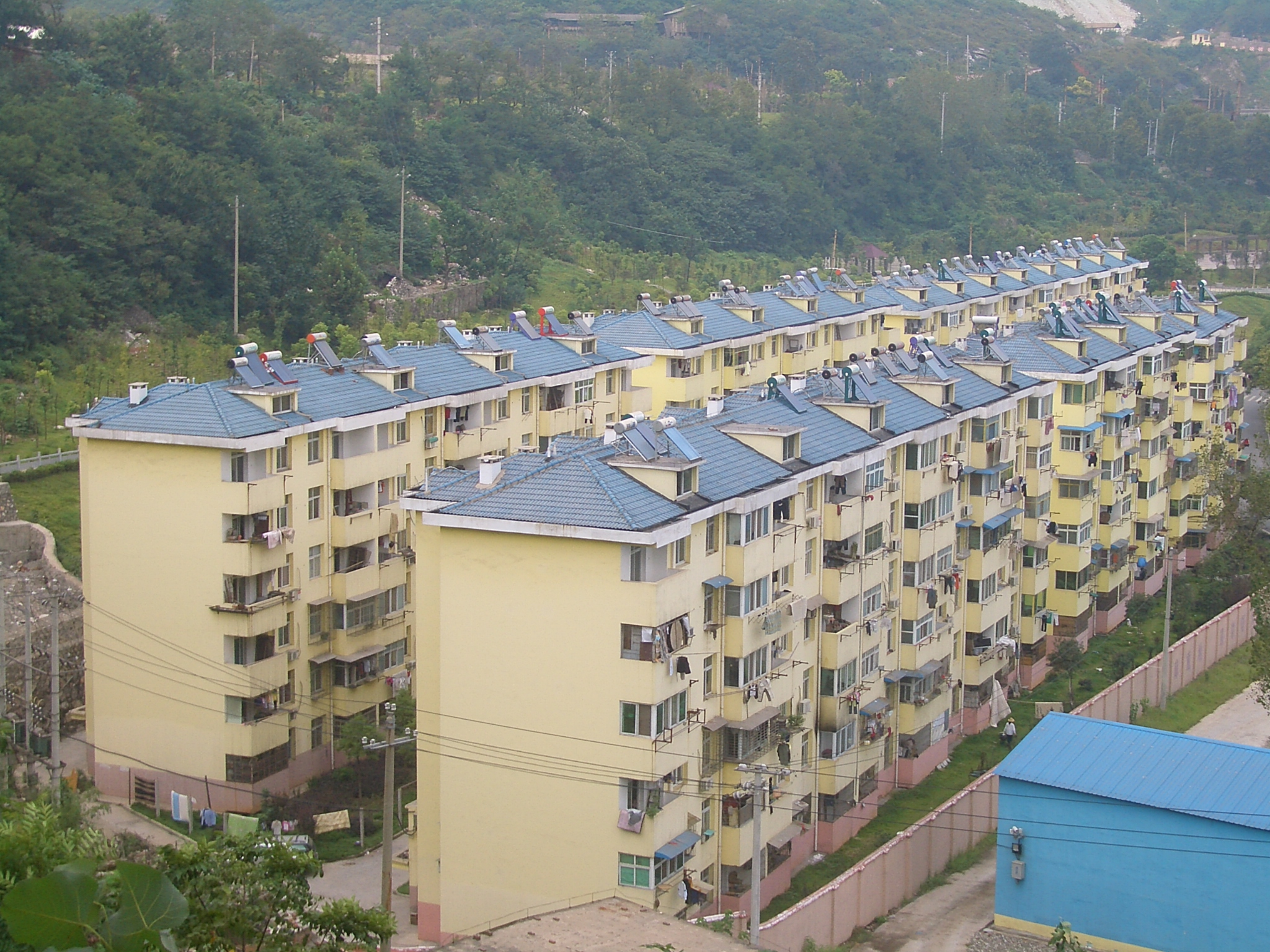
Сонячні водонагрівачі можна зустріти на дахах багатьох нових будинків у китайській провінції Хубей

Сонячні водонагрівачі встановлюють на дахах будівель під кутом до горизонту, рівним географічній широті місцевості. Кут нахилу під час установки залежить від кута падіння сонячних променів, до яких поверхня має бути перпендикулярною. Оптимальний кут нахилу взимку складає 60°, влітку — 30°. На практиці радять вибирати 45°. Другим параметром є азимут, який не повинен відхилятися від 0° (південний напрямок). Це не завжди можливо, тому припустиме відхилення від південного напрямку до 45°.
Крім того, групи нагрівачів встановлюють на відкритих просторах, наприклад, над автостоянками, але якомога ближче до споживача (будівлі).
Оскільки сонячний нагрівач неможливо вимкнути, в періоди найбільшого сонячного опромінення і малого водорозбору температура (температура застою, англ. stagnation temperature) в ньому може досягати, залежно від типу, 200 °C (плоскі системи) і 300 °C (вакуумні).
Тому для трубної обв'язки водонагрівачів не можна використовувати пластикові (полімерні) труби і сталеві труби з цинковим покриттям. Слід застосовувати трубопроводи з міді або нержавіючої сталі.
Також необхідно передбачити теплоізоляцію першого (гарячого) контуру трубної обв'язки водонагрівачів для попередження опіків і загорянь, причому матеріал теплоізоляції і кріплення має відповідати зазначеним температурним режимам.
На корпусах колекторів промислового виготовлення вказується точна температура застою для даного модельного ряду.
Термін служби колекторів — не менше 15 років.
Є спроби встановлення колекторів на стінах будинків, майже у вертикальному положенні. В цьому випадку, особливо у високих широтах, ефективність колектора вища в зимові місяці, а в літні — нижча. Є й інший аргумент на користь такого встановлення: колектор зручніше обслуговувати, на ньому менше збирається пилу, його легше мити, менший ризик пошкодження під час граду. До того ж такий колектор розташовується досить низько відносно бака з водою, що нагрівається, швидкість конвекції істотно збільшується і зникає потреба в активній системі. Встановлення колектора на стіну зменшує тепловтрати будинку (квартири), що знижує потребу в енергії для опалення.

## Застосування
Сонячні водонагрівачі застосовуються для домашнього та комерційного гарячого водопостачання, забезпечення індустріальним теплом, нагрівання води для плавальних басейнів тощо.
Найбільша кількість виробничих процесів, у яких використовується тепла і гаряча вода (30-90 °C), мають місце в харчовій і текстильній промисловості, які відповідно мають найвищий потенціал для використання сонячних колекторів.

## Екологія
Експлуатація побутового сонячного водонагрівача дозволяє скоротити викиди CO2 пропорційно кількості зекономленого палива. Крім того, в цьому випадку скорочується парниковий ефект від викидів вуглекислого газу.

## Поширення

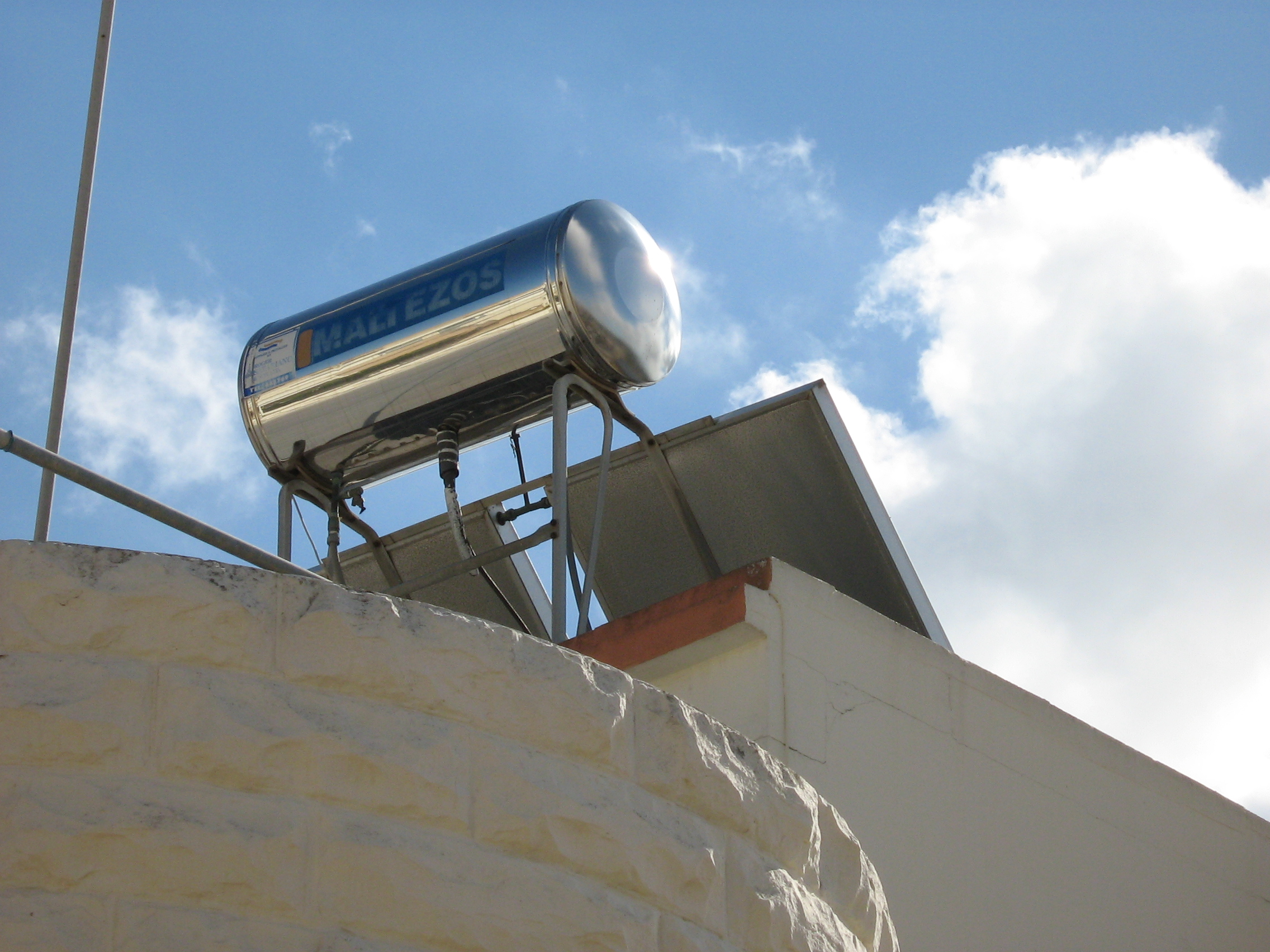
Сонячні водонагрівачі популярні на Мальті.

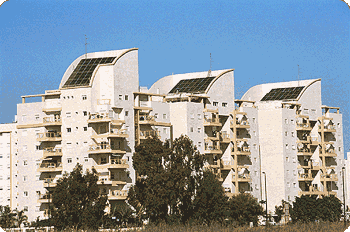
Сучасні ізраїльські будинки, обладнані сонячними колекторами.

Світовий лідер з виробництва та застосування — Китай. 2007 року в Китаї сонячними водонагрівачами користувалися близько 40 мільйонів сімей загальною чисельністю в 150 мільйонів осіб. До 2009 року сумарні площі встановлених сонячних водонагрівачів виросли до 140 млн м². Цього достатньо для постачання гарячою водою приблизно 60 млн домогосподарств. До 2020 році 300 мільйонів м² приміщень в Китаї буде обладнано сонячними водонагрівачами.
2010 року в Китаї сонячні водонагрівачі виробляли близько 2800 компаній, з них 1200 підприємств виробляли комплектуючі. Загальний обсяг ринку сонячних водонагрівачів Китаю склав 2010 року 73,5 млрд юанів (приблизно $11,5 млрд). Найбільші китайські виробники: Sunrain Group, the Linuo Group, Himin Solar і Sangle Solar. Річні продажі кожної компанії з «Великої четвірки» перевищують 2 млрд юанів (приблизно $313 млн).
Також водонагрівачі дуже широко застосовуються в Ізраїлі, де приблизно 85 % квартир оснащені таким обладнанням[джерело?]. Це обумовлено законом, прийнятим 1976 року[джерело?], який зобов'язує будувати житло зі вбудованими сонячними водонагрівачами. Виняток становлять висотні будинки (більше 9 поверхів), де площа даху недостатня для розміщення сонячних колекторів, достатніх для всіх споживачів будинку. Таке широке застосування сонячних водонагрівачів економить близько 8 % всієї електроенергії, виробленої в країні.